# José Alonso Obregón
José Alonso Obregón, también como Xosé Alonso Obregó, (Laza, 13 de febrero de 1883-Laza, diciembre de 1936) fue un sacerdote, escritor y periodista español.

## Biografía
Sacerdote, fue párroco de Taborda hasta 1911 y colaboró en La Voz del Tecla. Posteriormente se trasladó a la parroquia de Cerdedelo y a la de Castro de Laza. 
Firmaba sus contribuciones con el seudónimo «O Fidalgo de Monterrey», en español, «El Hidalgo de Monterrey».  Colaboró en los periódicos El Compostelano y Heraldo de Galicia. 
Reunió varios cuadros costumbristas en su novela N-a miña aldea, escrita en gallego, que se publicó en Orense en 1928. El texto incluye la primera descripción de los peliqueiros del Entroido de Laza.